# Joshua Yong
Joshua Yong (Bandar Seri Begawan, Brunéi, 24 de julio de 2001) es un deportista australiano que compite en natación.
Participó en los Juegos Olímpicos de París 2024, obteniendo una medalla de bronce en la prueba de 4 × 100 m estilos mixto. Ganó una medalla de oro en el Campeonato Mundial de Natación en Piscina Corta de 2022, en la misma prueba.

## Palmarés internacional
| Juegos Olímpicos                    | Juegos Olímpicos      | Juegos Olímpicos  | Juegos Olímpicos        |
| Año                                 | Lugar                 | Medalla           | Prueba                  |
| ----------------------------------- | --------------------- | ----------------- | ----------------------- |
| 2024                                | París (Francia)       | Medalla de bronce | 4 × 100 m estilos mixto |
| Campeonato Mundial en Piscina Corta |                       |                   |                         |
| Año                                 | Lugar                 | Medalla           | Prueba                  |
| 2022                                | Melbourne (Australia) | Medalla de oro    | 4 × 100 m estilos       |